# داركو أنيتش
داركو أنيتش هو لاعب كرة قدم صربي في مركز الوسط، ولد في 5 مارس 1974 في أراندجيلوفاتس في صربيا. لعب مع النادي الأهلي والنجم الأحمر بلغراد وروت فايس آهلن وشاندونغ لونينغ وكلوب بروج ونادي ريو أفي ونادي غينت ونادي فويفودينا وناسيونال ماديرا.

## وصلات خارجية
- داركو أنيتش على موقع قاعدة بيانات كرة القدم.إي يو (الإنجليزية)